# Rin Kaneto
Rin Kaneto (in giapponese 金戸凜?, Kaneto Rin; 18 luglio 2003) è una tuffatrice giapponese.

## Biografia
Ha vinto un argento e un bronzo ai campionati mondiali tra il 2022 e il 2025.

## Palmarès
- Mondiali

Budapest 2022: argento nel sincro 3m.
Singapore 2025: bronzo nella squadra mista.